# قائمة نهائيات كأس القارات

مجسم رقمي لجائزة كأس القارات

كأس القارات (بالإنجليزية: FIFA Confederations Cup)‏ هي بطولة كرة قدم للمنتخبات الوطنية تقام كل أربع سنوات برعاية الاتحاد الدولي لكرة القدم. تقام البطولة بين أبطال بطولات المنتخبات القارية كأس أمم أوروبا وبطل كوبا أمريكا وبطل كأس آسيا وبطل أفريقيا وبطل الكونكاكاف وبطل أوقيانوسيا) بالإضافة إلى الفائز بآخر نسخة من بطولة كأس العالم والمستضيف لبطولة كأس العالم القادمة. ليصل عدد المنتخبات المتنافسة إلى ثمانية منتخبات تتنافس على لقب بطل القارات.
يعتبر المنتخب البرازيلي هو أكثر المنتخبات التي أحرزت لقب البطولة برصيد 4 مرات أعوام 1997 و2005 و2009 و2013 يليه المنتخب الفرنسي مرتين عامي 2001 و2003، استطاعت كل من الأرجنتين الدنمارك والمكسيك وألمانيا إحراز البطولة مرة واحدة أعوام: 1992 و1994 و1999 و2017 على التوالي. استطاعت فرق اتحاد أمريكا الجنوبية لكرة القدم (كونميبول) إحراز البطولة 5 مرات، يليها فرق الاتحاد الأوروبي لكرة القدم إحراز البطولة 4 مرات، ثم اتحاد أمريكا الشمالية لكرة القدم برصيد بطولة واحدة.

## تاريخ البطولة
في السابق، أقيمت بطولات تم فيها دعوة بطل كأس العالم للمشاركة، مثل بطولة كأس العالم مصغرة (Mundialito)  والتي أقيمت في الأوروغواي، احتفالا بمرور 50 عامًا على أول بطولة كأس العالم. وبطولة أرتيميو فرانكي بين عامي 1985 و1993، حيث تم دعوة بطل كوبا أمريكا وبطل كأس الأمم الأوروبية، ولتصبح بذلك تلك البطولتان من أوائل البطولات التي شهدت تنافسا بين أبطال الاتحادات القارية الكروية. وتعد تلك البطولتان غير المعترف بهما من قبل الاتحاد الدولي لكرة القدم، من البطولات التي مهدت الطريق لنشأة بطولة كأس القارات. فاعترف الفيفا بلقب كأس القارات بدءاً من بطولة كأس القارات 1992.
ساهمت الكأس الذهبية الأسترالية والتي أقيمت في عام 1988 بمناسبة الاحتفال بالمئوية الثانية لاستقلال أستراليا، والتي شارك فيها بطل كأس العالم منتخب الأرجنتين وبطل أمريكا الجنوبية منتخب البرازيل وبطل آسيا منتخب السعودية والبلد المسضيف أستراليا، دور في نشأة كأس العالم للقارات. فكان فيصل بن فهد رئيس الاتحاد العربي السعودي لكرة القدم آنذاك صاحب فكرة إنشاء البطولة وأطلق عليها كأس الملك فهد وعرفت أيضا باسم كأس الأبطال القارية.

## النهائيات

### كأس الملك فهد
بدأت البطولة عام 1992 تحت اسم كأس الملك فهد وقام الاتحاد السعودي لكرة القدم برعاية أول بطولتين لها، وفي 1997 اعترفت الفيفا بالبطولة كبطولة رسمية، وأدرجتها في رزنامة بطولات الاتحاد الدولي لكرة القدم وتم تغير مسمى البطولة إلى كأس القارات، في عام 2005 قرر الاتحاد الدولي لكرة القدم إقامة البطولة كل 4 سنوات وذلك باعتمادها بطولة إعدادية لبطولة كأس العالم، بحيث تكون بطولة تنشيطية قبل بطولة كأس العالم بسنة واحدة وفي نفس الدولة المضيفة لبطولة كأس العالم لاختبار تجهيزات البلد المضيف. وأيضا من أجل إتاحة الفرصة لمنتخب البلد المنضم لكأس العالم لخوض أكبر عدد ممكن من المباريات الرسمية.
| العام       | المستضيف | النهائي   | النهائي | النهائي   | مباراة المرتبة الثالثة | مباراة المرتبة الثالثة | مباراة المرتبة الثالثة |
| العام       | المستضيف | البطل     | النتيجة | الوصيف    | الثالث                 | النتيجة                | الرابع                 |
| ----------- | -------- | --------- | ------- | --------- | ---------------------- | ---------------------- | ---------------------- |
| 1992 تفاصيل | السعودية | الأرجنتين | 3 - 1   | السعودية  | الولايات المتحدة       | 5 - 2                  | ساحل العاج             |
| 1995 تفاصيل | السعودية | الدانمارك | 2 - 0   | الأرجنتين | المكسيك                | 1 - 1 (5-4 ر.ت)        | نيجيريا                |

### كأس القارات
| العام       | المستضيف               | النهائي    | النهائي | النهائي          | مباراة المرتبة الثالثة | مباراة المرتبة الثالثة | مباراة المرتبة الثالثة |
| العام       | المستضيف               | البطل      | النتيجة | الوصيف           | الثالث                 | النتيجة                | الرابع                 |
| ----------- | ---------------------- | ---------- | ------- | ---------------- | ---------------------- | ---------------------- | ---------------------- |
| 1997 تفاصيل | السعودية               | البرازيل   | 6 - 0   | أستراليا         | التشيك                 | 1 - 0                  | الأروغواي              |
| 1999 تفاصيل | المكسيك                | المكسيك    | 4 - 3   | البرازيل         | الولايات المتحدة       | 2 - 0                  | السعودية               |
| 2001 تفاصيل | كوريا الجنوبية اليابان | فرنسا      | 1 - 0   | اليابان          | أستراليا               | 1 - 0                  | البرازيل               |
| 2003 تفاصيل | فرنسا                  | فرنسا      | 1 - 0   | الكاميرون        | تركيا                  | 2 - 1                  | كولمبيا                |
| 2005 تفاصيل | ألمانيا                | البرازيل   | 4 - 1   | الأرجنتين        | ألمانيا                | 4 - 3                  | المكسيك                |
| 2009 تفاصيل | جنوب إفريقيا           | البرازيل   | 3 - 2   | الولايات المتحدة | إسبانيا                | 3 - 2                  | جنوب أفريقيا           |
| 2013 تفاصيل | البرازيل               | · البرازيل | 3 - 0   | · إسبانيا        | · إيطاليا              | 2-2 2-3 (ر.ت)          | · الأوروغواي           |
| 2017 تفاصيل | روسيا                  | · ألمانيا  | 1 - 0   | · تشيلي          | · البرتغال             | 1 - 1 1-2 (و.أ)        | · المكسيك              |

## سجل الأبطال

### حسب المنتخبات
| المركز | المنتخب          | البطل                      | الوصيف         | الثالث         | عدد المشاركات | الاتحاد               |
| ------ | ---------------- | -------------------------- | -------------- | -------------- | ------------- | --------------------- |
| 1      | البرازيل         | 4 (1997، 2005، 2009، 2013) | 1 (1999)       | -              | 7             | اتحاد أمريكا الجنوبية |
| 2      | فرنسا            | 2 (2001، 2003)             | -              | -              | 2             | الاتحاد الأوروبي      |
| 3      | الأرجنتين        | 1 (1992)                   | 2 (1995، 2005) | -              | 3             | اتحاد أمريكا الجنوبية |
| 4      | المكسيك          | 1 (1999)                   | -              | 1 (1995)       | 7             | اتحاد أمريكا الشمالية |
| 4      | ألمانيا          | 1 (2017)                   | -              | 1 (2005)       | 3             | الاتحاد الأوروبي      |
| 5      | الدنمارك         | 1(1995)                    | -              | -              | 1             | الاتحاد الأوروبي      |
| 6      | الولايات المتحدة | -                          | 1 (2009)       | 2 (1992، 1999) | 4             | اتحاد أمريكا الشمالية |
| 7      | أستراليا         | -                          | 1 (1997)       | 1 (2001)       | 4             | الاتحاد الآسيوي       |
| 7      | إسبانيا          | -                          | 1 (2013)       | 1 (2009)       | 2             | الاتحاد الأوروبي      |
| 8      | السعودية         | -                          | 1 (1992)       | -              | 4             | الاتحاد الآسيوي       |
| 8      | الكاميرون        | -                          | 1 (2003)       | -              | 3             | الاتحاد الأفريقي      |
| 8      | اليابان          | -                          | 1 (2001)       | -              | 5             | الاتحاد الآسيوي       |
| 8      | تشيلي            | -                          | 1 (2017)       | -              | 1             | اتحاد أمريكا الجنوبية |
| 11     | إيطاليا          | -                          | -              | 1 (2013)       | 2             | الاتحاد الأوروبي      |
| 11     | جمهورية التشيك   | -                          | -              | 1 (1997)       | 1             | الاتحاد الأوروبي      |
| 11     | تركيا            | -                          | -              | 1 (2003)       | 1             | الاتحاد الأوروبي      |
| 11     | البرتغال         | -                          | -              | 1 (2017)       | 1             | الاتحاد الأوروبي      |

### حسب الاتحادات

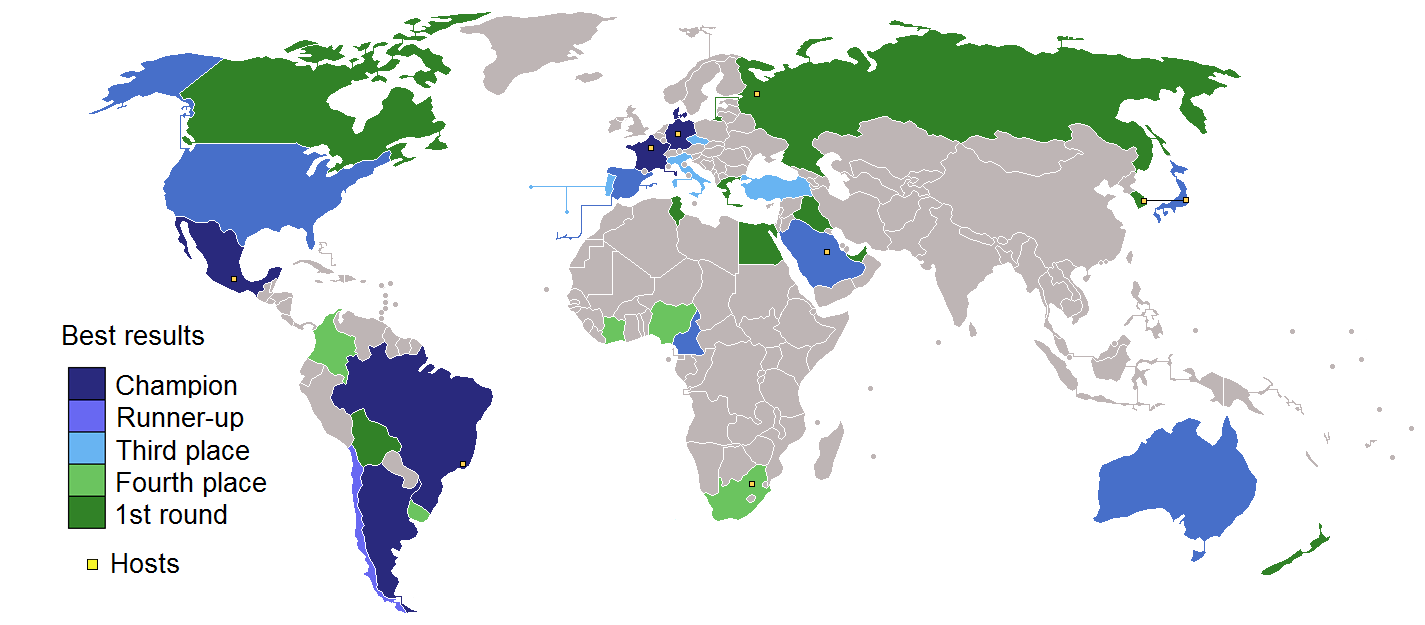
اللون الأزرق الغامق يبين المنتخبات الفائزة باللقب، بينما النقط الصفراء توضح الدول المستضيفة لمنافسات البطولة.

| الاتحاد         | المشاركات | البطل | الوصيف |
| --------------- | --------- | ----- | ------ |
| أوروبا          | 5         | 4     | 1      |
| أمريكا الجنوبية | 8         | 5     | 3      |
| أمريكا الشمالية | 2         | 1     | 1      |
| آسيا            | 2         | 0     | 2      |
| أفريقيا         | 1         | 0     | 1      |
| أوقيانوسيا      | 1         | 0     | 1      |

## وصلات خارجية
- الموقع الرسمي للبطولة
- تقرير البطولة على RSSSF.com